# Travis Lewis
Travis Lewis (San Antonio, 15 gennaio 1988) è un giocatore di football americano statunitense che gioca nel ruolo di linebacker per i Detroit Lions della National Football League (NFL). Fu scelto nel corso del settimo giro (223º assoluto) del Draft NFL 2012 dai Lions. Al college ha giocato a football ad Oklahoma.

## Carriera professionistica

### Detroit Lions
Il 28 aprile 2012, Lewis fu scelto nel corso del settimo giro del Draft 2012 dai Detroit Lions. Debuttò nella settimana 1 contro i St. Louis Rams senza far registrare alcuna statistica. Il suo primo tackle lo mise a segno nella settimana contro i Seattle Seahawks. La sua stagione da rookie si concluse con 13 presenze, nessuna come titolare, con 3 tackle.

## Vittorie e premi
Nessuno

## Statistiche
| Partite totali      | 13 |
| Partite da titolare | 0  |
| Tackle totali       | 3  |
| Sack                | 0  |
| Intercetti          | 0  |

Statistiche aggiornate al 7 febbraio 2013